# Museo delle ceramiche di Castelli
Il museo delle ceramiche si trova a Castelli, in provincia di Teramo.

## Storia
Il museo raccoglie numerose opere donate principalmente dai cittadini di Castelli, che appartengono ad artisti provenienti da celebri famiglie (come i Grue, i Gentili, i Cappelletti ed i Fuina) e che coprono un periodo che va dall'alto medioevo ai giorni nostri.
Il museo che dal 1984 aveva sede nel Chiostro dell'ex Convento dei Francescani (attualmente inagibile a causa del terremoto dell'Aquila del 2009), è ospitato nella sede del Palazzo Municipale dell'Artigianato.

Il Museo è dedicato all'insigne ceramista castellano Francesco Antonio Saverio Grue, cui è intitolato anche il locale liceo artistico.

## Collezioni
Il museo era organizzato su due piani. Il piano terra ospita la sezione archeologica con anfore ed opere in terracotta dal IV al I secolo a.C.
Al piano superiore è organizzato un percorso che illustra la storia dell'arte ceramica a Castelli, dal medioevo, al rinascimento, al barocco, fino alla metà dell'Ottocento con i motivi della porcellana tipici dell'epoca.

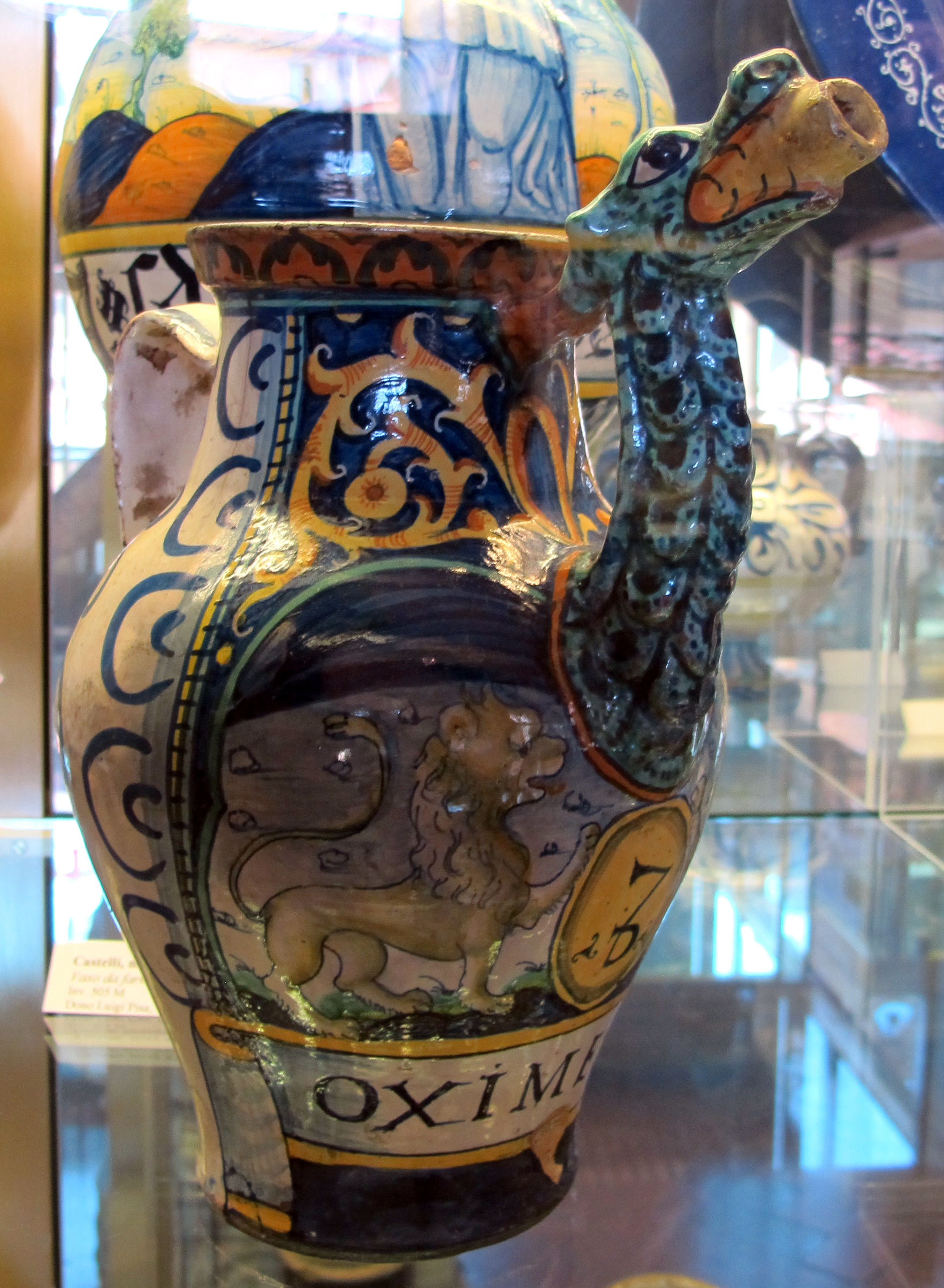
Brocca con leone e drago, 1550, Museo della Ceramica di Castelli

L'edificio museale è ospitato nell'antico convento dei Frati Minori Osservanti del XVI secolo, il convento ha ospitato sino al 1866 i frati, successivamente dopo la soppressione divenne deposito, nel 1905 ha ospitato la prima sede dell'Istituto statale d'Arte "Francesco Antonio Grue", per divenire infine museo. Diviso in due piani, al pianterreno si può osservare il chiostro rinascimentale circondato da un ciclo d'affreschi del 1712, di ispirazione barocca, a 21 lunettoni con episodi della vita di Maria madre di Gesù, ogni lunetta è intercalata da medaglioni raffiguranti volti di santi e beate che hanno dedicato la loro vita all'opera religiosa. Il percorso si svolge nelle sale dove è stata ricostruita una ideale bottega del XVI-XVII secolo, per far comprendere il lavoro manuale che si svolgeva nel realizzare ogni singola opera da parte dei Grue e dei Gentili, è possibile vedere vecchie vasche della decantazione dell'argilla, la frantumazione e la realizzazione dell'argilla malleabile, poi ancora le varie tecniche di foggiatura, smaltatura e decorazione dell'oggetto, e infine la riproduzione dell'antico forno per la cottura del manufatto, detto "forno a respiro".

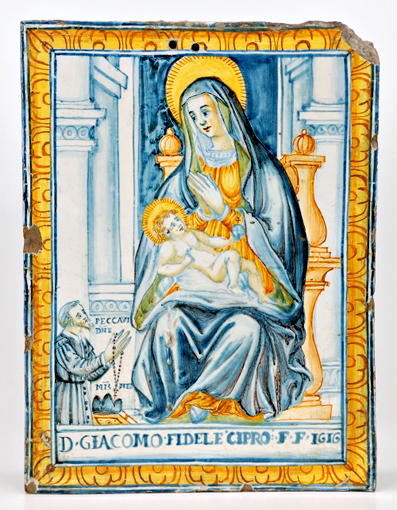
Madonna in trono con Bambino, 1616

Al primo piano si ospita in ordine cronologico la collezione di opere dei maestri ceramisti dal 1400 al 1900, si documenta l'evoluzione delle manifatture castellane dal Medioevo attraverso il Cinquecento, e il compendiario e l'istoriato castellano, con le opere dei maggiori esponenti di questo lungo percorso artistico, che ha reso famoso il nome di Castelli. Sono esposti anche reperti archeologici di ceramiche italiche di commercio, di derivazione appula, corinzia, attica, dauna, etrusca e romana. Il nucleo originario delle collezioni appartiene alla "Raccolta civica" di Giancarlo Polidori degli anni trenta e quaranta, quando era direttore della scuola d'arte, via via arricchito da importanti depositi di enti pubblici (Regione Abruzzo e Museo nazionale d'Abruzzo) e di donazioni di collezioni private, tra cui la Fuschi e la Nardini, e dalle acquisizioni effettuate periodicamente. Nella prima sono esposti frammenti di scavi raccolti sul territorio castellano e una piccola testimonianza di piastrelle da pavimento e da rivestimento di epoche diverse.

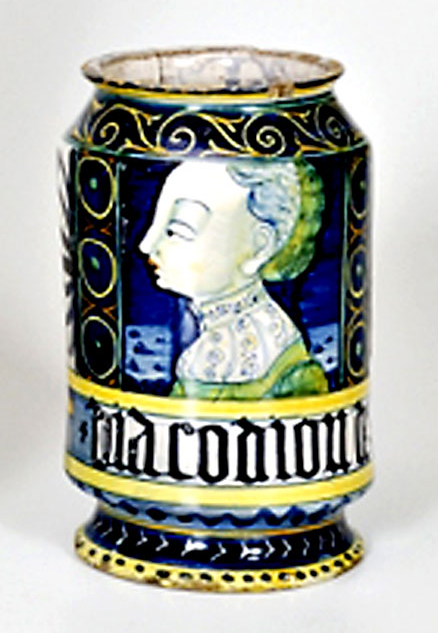
Albarello del corredo Orsini-Colonna, Museo della Ceramica di Castelli

Nella seconda sala sono esposti due piatti medievali di ceramica ingobbiata graffita, recuperati nella grotta Sant'Angelo (Teramo), e un boccale frammentato appartenente alle produzioni della metà Cinquecento; essa è dominata da 200 mattoni provenienti dalla primitiva cappella di San Donato, appena fuori Castelli, e si possono ammirare solo nel Museo di Castelli, dato che i mattoni del soffitto della chiesetta sono solo delle copie, onde evitare ulteriori danneggiamenti del tempo o furti. I mattoni sono messi a confronto con i vasi farmaceutici commissionati dalle famiglie Orsini e Colonna, a testimonianza delle analogie stilistiche che hanno consentito negli anni ottanta di attribuire alle manifatture della bottega Pompei questa importante produzione cinquecentesca. Si tratta di un corredo farmaceutico la cui produzione era assegnata di volta in volta ai più noti centri italiani di produzione ceramica fino a quando non furono reperiti frammenti di scavo nella discarica della fornace Pompei, che misero termine alla disputa.
Nella sala è esposta la Madonna del Latte col Bambino di Orazio Pompei, che reca la datazione 1551, rubata negli anni settanta dalla sala consiliare del Municipio di Castelli, ritrovata sul mercato antiquario negli anni novanta, manomessa in moto irreversibile, ma restaurata per quanto possibile. Il periodo a cavallo tra Cinquecento e Seicento, in cui domina lo stile compendiario, c'è una pittura semplice di sintesi, come denuncia il nome, nei toni languidi del giallo, dell'arancio, del verde e del blu, della tavolozza castellana non ancora arricchita dal bruno di manganese. La quarta e la quinta sala contengono una significativa documentazione dell'istoriato castellano con una serie di opere di pittori appartenuti alle varie dinastie del paese: i Grue, i Gentili, i Cappelletti, i Fuina, che dal Seicento all'Ottocento mantennero alto il prestigio delle produzioni. Nel corridoio intorno al chiostro è esposta una selezione degli spolveri settecenteschi provenienti dalle fabbriche dei Gentili, sono disegni su carta bucherellati per trasportare il disegno su supporto ceramico, troppo tenero per sopportare il segno della matita, e un deposito.